# 美國鷹揚幣
美國鷹揚幣是美國鑄幣局铸造的投資型硬幣。
其中包括：
- 美國鷹揚銀幣
- 美國鷹揚金幣
- 美國鷹揚鉑幣（英语：American Platinum Eagle）
- 美國鷹揚鈀幣（英语：American Palladium Eagle）